# Зигоморфна квітка

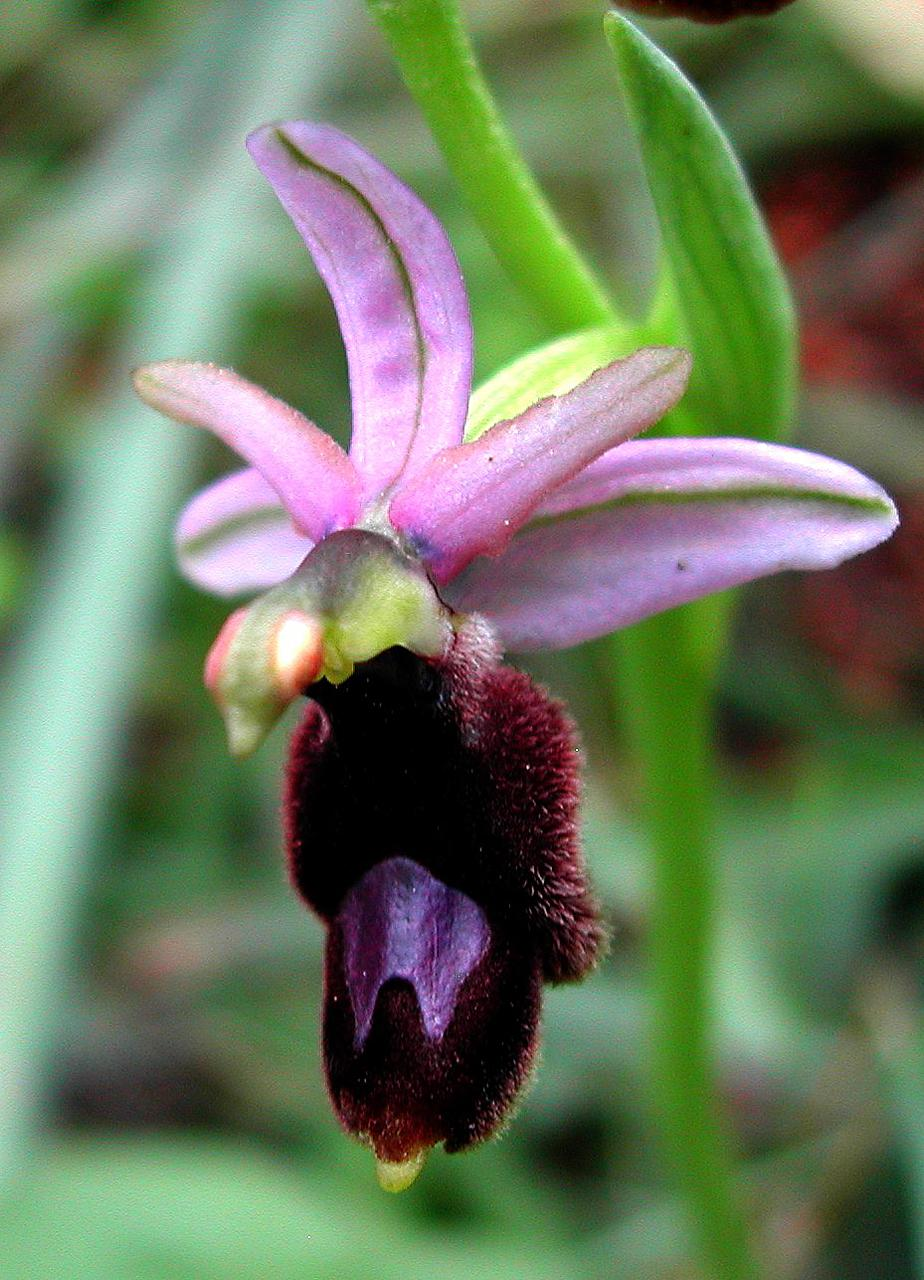
Квітки всіх орхідей — зигоморфні

Зигоморфна квітка (грец. ζυγόν — «пара» і μορφή — «вид, форма») — квітка, через яку можна провести лише одну площину симетрії, що ділить її на дві частини. Симетричність встановлюють за оцвітиною без урахування розташування внутрішніх її частин.
Розрізняють:
- типово-зигоморфні квітки — площина симетрії проходить через квітконіжки і вісь суцвіття, тобто збігається з медіанною площиною, наприклад у бобових, губоцвітих;
- поперечно-зигоморфні квітки' — площина симетрії перпендикулярна медіанній, наприклад у рясту, рутки;
- криво-зигоморфні квітки — площина симетрії розташована під гострим кутом до медіанної площини, наприклад у кінського каштана.

Поява зигоморфної квітки — результат пристосування рослин до запилення їх певними комахами, які проникають у квітку тільки з однієї позиції і при цьому обов’язково зачіпають тичинки і приймочки маточки.